# Castello di Ford

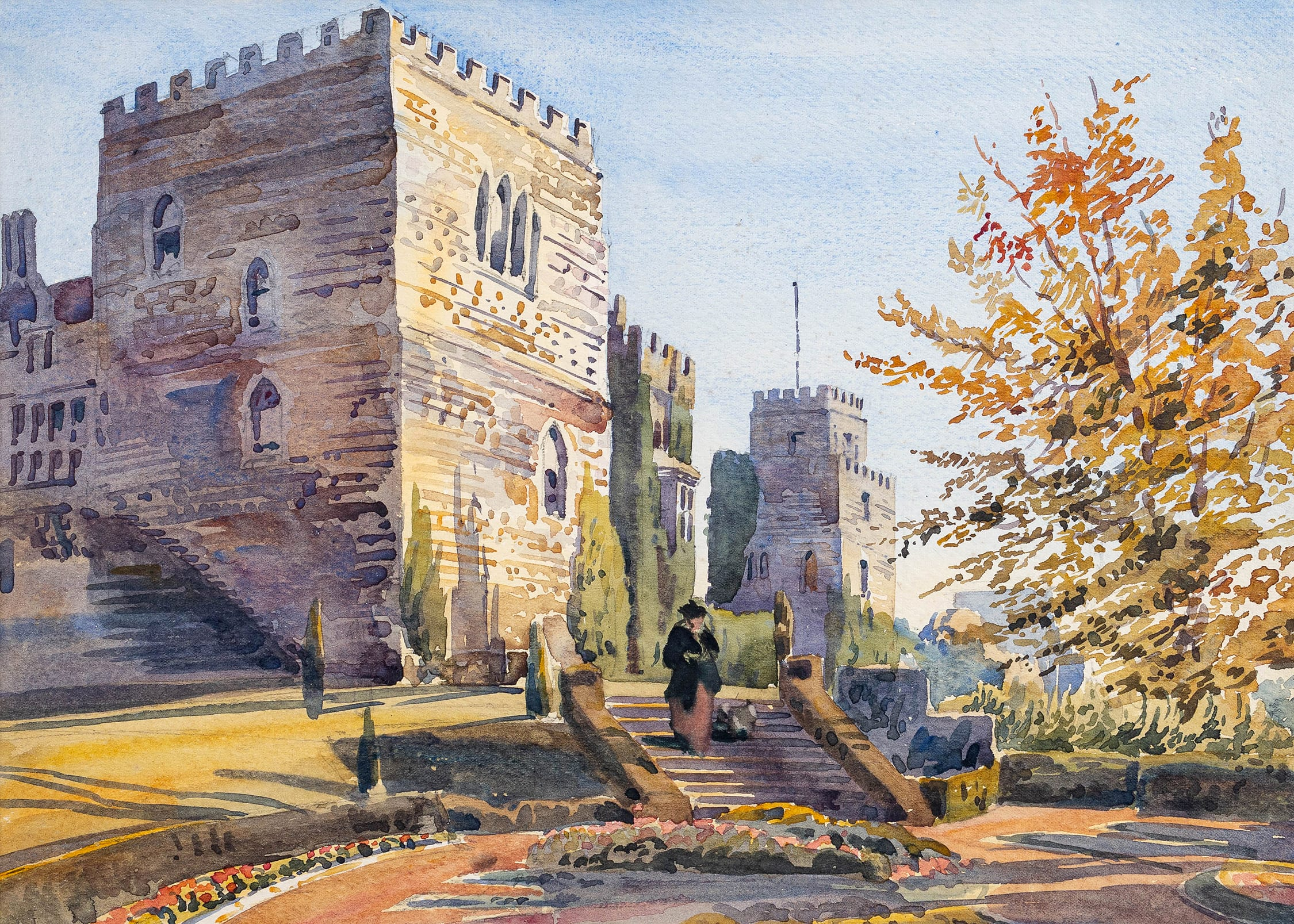
Il castello di Ford in un dipinto di Augustus Hare

Il castello di Ford (in inglese Ford Castle) è uno storico edificio della cittadina inglese di Ford, nella contea del Northumberland (Inghilterra nord-orientale): eretto alla fine del XIII secolo e rimodellato nel XVII-XVIII secolo e nel XIX secolo, fu la residenza delle famiglie Heron e Delaval.
L'edificio è classificato come castello di primo grado.

## Storia
La tenuta dove sorge il castello venne acquisita dalla famiglia Heron nel 1276 in seguito alla morte del proprietario Odinel de Ford, che possedeva una residenza in loco. La famiglia Heron fece realizzare intorno al 1278 un edificio turrito a due piani.
Nel 1333, divenne proprietario del castello, William Heron, che vi abitò assieme alla moglie e che cinque anni dopo, preoccupato per le crescenti tensioni al confine tra Inghilterra e Scozia, fece fortificare la struttura.
In seguito, a partire dal 1367, il castello di Ford iniziò ad essere annoverato tra le strutture strategiche a protezione dei confini e, come tale, venne più volte attaccato dagli Scozzesi, che lo distrussero nel 1385. L'edificio venne però restaurato tre anni dopo.
In seguito, il castello di Ford è menzionato nel 1415 in una lista di castelli e quindici anni dopo venne definito un "castello in rovina".
Nel 1513, il castello di Ford venne dato alle fiamme da re Giacomo IV di Scozia in procinto di invadere l'Inghilterra. Re Giacomo stabilì quindi il proprio quartier generale a Ford e sarebbe anche stato sedotto dalla moglie del proprietario del castello, William Heron, che cercava di convincere il sovrano a liberare il marito finito in carcere.
Alla metà del XVI secolo, il castello divenne di proprietà della famiglia Carr, in seguito cacciata dagli Heron di Chipchase nel 1557. Uno dei membri della famiglia Carr, Thomas Carr, aveva restaurato il castello poco prima di essere ucciso.
Tra la fine del XVII secolo e il 1718, vennero apportate sostanziali modifiche all'edificio, che nel frattempo era passato nelle mani della famiglia Delaval in seguito a un matrimonio.
Uno dei membri della famiglia Delaval, John Hussey Delaval, fece in seguito rimodellare il catello in stile gotico. Ulteriori modifiche furono poi apportate nel corso del XIX secolo dall'architetto David Bryce.

## Architettura
Nell'ala sud-occidentale si ergono le rovine della torre medievale, nota come Parson's Tower, che misura 10,1x10,5 metri ed è altra 3,65 metri.